# Оук-Айленд (Північна Кароліна)
Оук-Айленд (англ. Oak Island) — місто (англ. town) в США, в окрузі Брансвік штату Північна Кароліна. Населення — 8396 осіб (2020).

## Географія
Оук-Айленд розташований за координатами 33°55′49″ пн. ш. 78°4′49″ зх. д. / 33.93028° пн. ш. 78.08028° зх. д. (33.930276, -78.080239).  За даними Бюро перепису населення США в 2010 році місто мало площу 51,57 км², з яких 47,96 км² — суходіл та 3,62 км² — водойми.

## Демографія
Згідно з переписом 2010 року, у місті мешкали 6783 особи в 3223 домогосподарствах у складі 2055 родин. Густота населення становила 132 особи/км².  Було 8686 помешкань (168/км²).
Расовий склад населення:
| - 96,7 % — білих - 0,6 % — корінних американців - 0,6 % — чорних або афроамериканців - 0,3 % — азіатів |

До двох чи більше рас належало 1,2 %. Частка іспаномовних становила 1,4 % від усіх жителів.
За віковим діапазоном населення розподілялося таким чином: 13,8 % — особи молодші 18 років, 61,7 % — особи у віці 18—64 років, 24,5 % — особи у віці 65 років та старші. Медіана віку мешканця становила 52,6 року. На 100 осіб жіночої статі у місті припадало 96,3 чоловіків;  на 100 жінок у віці від 18 років та старших — 93,8 чоловіків також старших 18 років.
Середній дохід на одне домашнє господарство  становив 69 237 доларів США (медіана — 50 996), а середній дохід на одну сім'ю — 80 040 доларів (медіана — 58 516). Медіана доходів становила 44 063 долари для чоловіків та 30 614 долари для жінок. За межею бідності перебувало 8,8 % осіб, у тому числі 11,1 % дітей у віці до 18 років та 3,0 % осіб у віці 65 років та старших.
Цивільне працевлаштоване населення становило 2900 осіб. Основні галузі зайнятості: освіта, охорона здоров'я та соціальна допомога — 18,7 %, роздрібна торгівля — 16,6 %, мистецтво, розваги та відпочинок — 11,6 %, будівництво — 11,3 %.